# 伏山乡
伏山乡，是中华人民共和国河南省信阳市商城县下辖的一个乡镇级行政单位。

## 行政区划
伏山乡下辖以下地区：
枫香树村、杨桥村、徐堰村、鲍冲村、余子店村、里罗城村、七里山村、燕湾村、石冲村、毛坪河村、大木厂村、南冲村、千金山村、龙泉村、龙井河村、渣滓河村、石洞村和伏山村。